# Cabozous
Els cabozous (Cabozoa) són un tàxon proposat per Cavalier-Smith que comprèn els rizaris i els excavats.

## Cladograma
|  | Archaeplastida |
|  |                |
|  | Chromalveolata |
|  |                |

|  | Rhizaria |
|  |          |
|  | Excavata |
|  |          |

|  | Archaeplastida |
|  |                |
|  | Chromalveolata |
|  |                |

|  | Rhizaria |
|  |          |
|  | Excavata |
|  |          |

|  | Amoebozoa    |
|  |              |
|  | Opisthokonta |
|  |              |

|  | Archaeplastida |
|  |                |
|  | Chromalveolata |
|  |                |

|  | Rhizaria |
|  |          |
|  | Excavata |
|  |          |

|  | Archaeplastida |
|  |                |
|  | Chromalveolata |
|  |                |

|  | Rhizaria |
|  |          |
|  | Excavata |
|  |          |

|  | Amoebozoa    |
|  |              |
|  | Opisthokonta |
|  |              |